# Sigebert I
Sigebert I, Zygbert I (ur. w 535, zm. 575) – król Austrazji w latach 561–575, trzeci syn Chlotara I i Ingundy. Jego panowanie upłynęło głównie pod znakiem walk z bratem przyrodnim Chilperykiem I.

## Podział królestwa
Gdy Chlotar I zmarł w 561, zgodnie z frankijskim prawem jego państwo zostało podzielone między jego czterech synów w drodze losowania: Sigebert został królem północno-wschodniej części, znanej jako Austrazja, ze stolicą w Reims. Jego brat Charibert dostał Paryż wraz z Île-de-France; Guntram otrzymał Królestwo Burgundii ze stolicą w Orleanie, a najmłodszy z braci Chilperyk, otrzymał dzielnicę ze stolicą w Soissons, które przemianowano na Neustrię. Akwitania została odrębnie podzielona pomiędzy czterech braci. Sigebert otrzymał największą dzielnicę, jednakże najbardziej narażoną na najazdy z zewnątrz. Podział ten od samego początku spowodował zazdrość Chilperyka w stosunku do Sigeberta. W 562 Chilperyk wykorzystał najazd Awarów oraz walki Sigeberta z Turyngami zajął Reims stolicę Sigeberta. Po rozbiciu Awarów i Turyngów Sigebert szybko odzyskał Reims i zajął stolicę Chilperyka – Soissons. Jednakże nie chciał eskalować wojny i wycofał się do swojej nowej stolicy w Metz. Pomiędzy braćmi zapanowało zawieszenie broni. w 567 roku umiera najstarszy brat Sigeberta Charibert I, jego dzielnica została podzielona pomiędzy braćmi. Sigebert otrzymał Tours i Poitiers oraz bracia ustalili, że Paryż jest miastem wspólnym.

## Małżeństwo
W 566 poślubił Brunhildę, córkę króla Wizygotów Atanagilda. To małżeństwo, według głównego kronikarza tamtych czasów Grzegorza z Tours, ujawnia wiele cech charakteru Sigeberta:
Kiedy zobaczył król Sigebert, że bracia jego mieli żony niegodne nich oraz ujrzał ich wstyd, nie chciał żony z rodu frankijskiego, posłał swych wysłanników do Hiszpanii z licznymi prezentami i poprosił o Brunhildę, córkę króla Atanagilda. Była dziewczyną piękną, czystą i godnie zachowującą się, o pięknej postawie i przyjemnej twarzy. Jej ojciec nie odmówił, ale posłał ją do króla z wielkimi skarbami. a król wziął ją jako żonę wśród uczty i wesela swych kompanów. I choć była ona wyznania ariańskiego, po naradzie z biskupami zdecydowała się wrócić na łono Kościoła. Przyjęła ona tedy imię katolickie w imię Chrystusa.

## Konflikt z bratem
Widząc to Chilperyk, wysłał posłów do króla Wizygotów o rękę innej jego córki Galswinty. Otrzymał zgodę i dla Galswinty odszedł od swej żony. Dość szybko kazał ją jednak zamordować, aby móc poślubić swą kochankę Fredegundę. Sigebert, prawdopodobnie pod wpływem gniewu Brunhildy, której zamordowano siostrę, rozpoczął walkę z Chilperykiem. Początkowo został zwołany sąd na jednym z malbergów (tzn. miejsc zgromadzeń ludowych Franków). Sąd pod przewodnictwem króla Guntrama jako zadośćuczynienie przyznał Brunhildzie – siostrze zamordowanej miasta przyznane Galswincie jako podarunek ślubny. Chilperyk przekazał miasta, ale w tym czasie za namową nowej żony zajął Tours i Poitiers. Spowodowało to ostateczny wybuch wojny domowej w Królestwie Franków. Sigebert szybko uzyskał przewagę i zajął prawię całą dzielnicę Chilperyka, a jego zamknął w oblężeniu w Tournai. Sigebert został ogłoszony w Vitry-en-Artois królem na miejsce Chilperyka. Do Sigeberta przybyło wielu zbiegów od jego brata, których przyjmował chętnie. Wśród nich znalazło się dwóch zabójców nasłanych przez Fredegundę, którzy po zbliżeniu do króla zamordowali go, sami ginąc na miejscu. Spowodowało to, iż wojska Sigeberta odstąpiły od oblężenia Chilperyka i uległy rozproszeniu. Chilperyk uwolniony najpierw wystawił zwłoki brata w Lambres, a następnie pochował w kościele świętego Medarda w Soissons.
Następcą Siegberta został jego syn Childebert II, funkcję regentki pełniła matka Brunhilda. Brunhilda i Childebert szybko znaleźli się pod ochroną brata Sigeberta, Guntrama, który ostatecznie adoptował Childeberta jako własnego syna i spadkobiercę.

## Potomstwo Sigeberta i Brunhildy
1. Ingunda, prawdopodobnie ur. 567, zm. 585 w Afryce;
2. Childebert II, ur. 570, zm. 595;
3. Chlodoswinth, zm. po 594, prawdopodobnie zaręczona najpierw z Autarisem królem Longobardów, a później z królem Wizygotów Rekkaredem.